# Rimande
Die Rimande  ist ein Fluss in Frankreich, der im Département Ardèche in der Region Auvergne-Rhône-Alpes verläuft. Sie entspringt in den nördlichen Ausläufern der Cevennen, im Gemeindegebiet von Chaudeyrolles. Die Quelle liegt zwei Kilometer nordöstlich des Mont Mézenc, im Regionalen Naturpark Monts d’Ardèche. Die Rimande entwässert generell in nordöstlicher Richtung und mündet nach rund 14 Kilometern im Gemeindegebiet von Saint-Julien-Boutières als rechter Nebenfluss in den Eyrieux.

## Orte am Fluss
- Chaudeyrolles
- Saint-Clément
- Les Vastres
- Lachapelle-sous-Chanéac
- Saint-Julien-Boutières, Gemeinde Saint-Julien-d’Intres